# Robby Swift
Robby Swift (* 11. April 1984 in Maidstone) ist ein britischer Profi-Windsurfer. Er konnte sich bisher in drei verschiedenen Disziplinen in den Top-3 klassieren und gilt als einer der erfolgreichsten Windsurfer Großbritanniens.

## Leben
Swift entstammt einer windsurfbegeisterten Familie, wodurch auch sein Vorname zustande kam. Diesen gab ihm sein Vater in Anlehnung an Robby Naish. Die Sommerferien verbrachten sie meistens auf den Kanarischen Inseln. Sein größtes Ziel ist es, seit er fünf Jahre alt ist, Weltmeister zu werden. Nach seinem Schulabschluss nahm er am British National Circuit, der britischen Racingtour, teil und wurde dort schnell zum Podestanwärter. Im Alter von 17 Jahren kürte er sich auf Paros zum Jugendweltmeister im Slalom und Formula Racing.
2000 debütierte er im Windsurf World Cup und nur zwei Jahre später stand er beim Freestyle-Event an der Costa Calma erstmals auf dem Podest. Im kommenden Jahr konnte er dort seinen ersten Sieg einfahren. In den folgenden Jahren konnte er insgesamt vier dritte Plätze in den Jahreswertungen erzielen, allerdings wurde Swift immer wieder von schweren Verletzungen zurückgeworfen. Seit 2014 konnte er sich wieder vermehrt unter den besten 10 im Waveriding klassieren.

## Erfolge

### World-Cup-Wertungen
| Saison | Wave  | Wave   | Freestyle | Freestyle | Super-X | Super-X |
| Saison | Platz | Punkte | Platz     | Punkte    | Platz   | Punkte  |
| ------ | ----- | ------ | --------- | --------- | ------- | ------- |
| 2000   | ?     | ?      | –         | –         | –       | –       |
| 2001   | 23.   | ?      | 14.       | ?         | –       | –       |
| 2002   | ?.    | ?      | 4.        | ?         | –       | –       |
| 2003   | 7.    | ?      | 3.        | ?         | –       | –       |
| 2004   | ?.    | ?      | ?.        | ?         | 3.      | 6036    |
| 2005   | 3.    | 5757   | ?.        | ?         | 4.      | 4035    |
| 2006   | ?.    | ?      | ?.        | ?         | 9.      | 3540    |
| 2007   | ?.    | ?      | ?.        | ?         | –       | –       |
| 2008   | 13.   | ?      | ?.        | ?         | –       | –       |
| 2009   | 3.    | 5493   | –         | –         | –       | –       |
| 2010   | 6.    | 3772   | –         | –         | –       | –       |
| 2011   | 20.   | 3673   | –         | –         | –       | –       |
| 2012   | 12.   | 5245   | –         | –         | –       | –       |
| 2013   | 13.   | 3788   | –         | –         | –       | –       |
| 2014   | 6.    | 7527   | –         | –         | –       | –       |
| 2015   | 8.    | 5509   | –         | –         | –       | –       |
| 2016   | 6.    | 5773   | –         | –         | –       | –       |
| 2017   | 16.   | 2560   | –         | –         | –       | –       |
| 2018   | 9.    | 12.597 | –         | –         | –       | –       |
| 2019   | 11.   | 15.684 | –         | –         | –       | –       |
| 2022   | 9.    | 12.370 | –         | –         | –       | –       |
| 2023   | 7.    | 19.604 | –         | –         | –       | –       |

### World-Cup-Siege
- Acht Podestplätze, davon ein Sieg:

| Datum                   | Ort         | Land    | Disziplin |
| ----------------------- | ----------- | ------- | --------- |
| 17.07.2003 – 24.07.2003 | Costa Calma | Spanien | Freestyle |

### Weitere Erfolge
- Teilnehmer des Red Bull Storm Chases 2013–2014 und 2019
- Youth World Champion Race und Slalom 2000[4]
- Britischer U17-Meister: Race 1997, Wave und Race 1998[4]